# Horch 830
Horch 830 är en personbil, tillverkad av den tyska biltillverkaren Horch mellan 1933 och 1940.

## Horch 830
På bilsalongen i Berlin 1933 presenterades Typ 830 som ersättare till de mindre åttacylindriga Horch-modellerna. Den nya bilen hade en V8-motor med sidventiler. Likt toppmodellen Horch 12 hade motorn den udda vinkeln 66° mellan blocken. Chassit var uppbyggt på samma sätt som företrädaren med stela axlar, halvelliptiska bladfjädrar och mekaniska bromsar med vakuumservo.
Till 1935 kom den förbättrade Typ 830 B. Bilen hade nu fått individuell hjulupphängning fram med tvärliggande bladfjädrar och hydrauliska bromsar. De dyrare versionerna hade De Dion-axel bak.
1938 ersattes modellerna med kort hjulbas av Typ 930 V med De Dion-axel och överväxel för att sänka motorns varvtal vid körning på motorväg.
V8-motorn användes även i fordon som Horch byggde åt tyska Wehrmacht före och under andra världskriget.

## Motor
| Modell       | Årsmodell | Motor            | Cylindervolym | Effekt | Bränslesystem    |
| ------------ | --------- | ---------------- | ------------- | ------ | ---------------- |
| 830          | 1933-34   | 8-cyl V-motor sv | 3004 cm³      | 70 hk  | Enkel förgasare  |
| 830 B        | 1935      | 8-cyl V-motor sv | 3250 cm³      | 70 hk  | Enkel förgasare  |
| 830 B        | 1935-38   | 8-cyl V-motor sv | 3517 cm³      | 82 hk  | Dubbla förgasare |
| 830 BL/930 V | 1938-40   | 8-cyl V-motor sv | 3823 cm³      | 92 hk  | Dubbla förgasare |

## Bilder

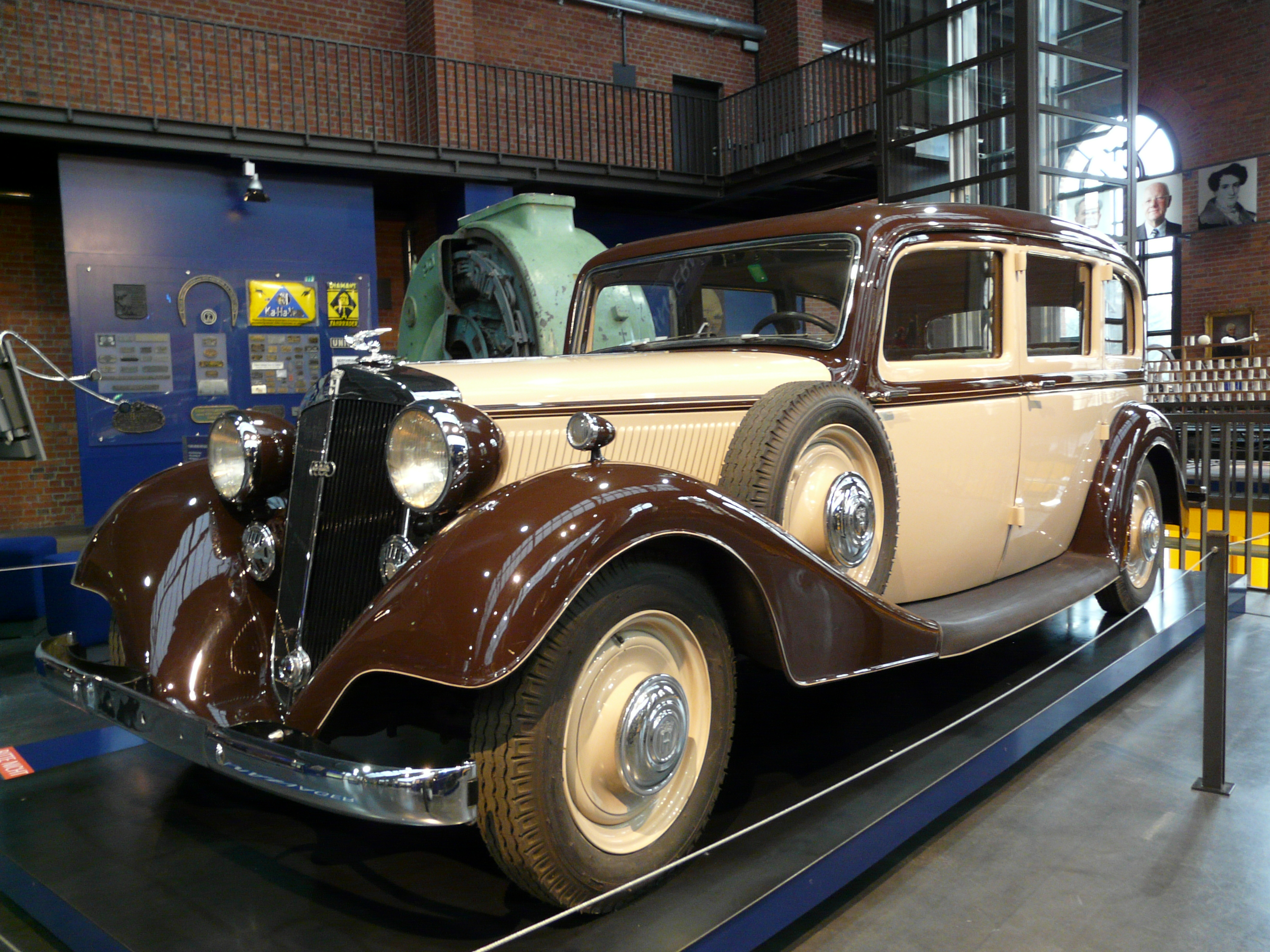
Horch 830 BL
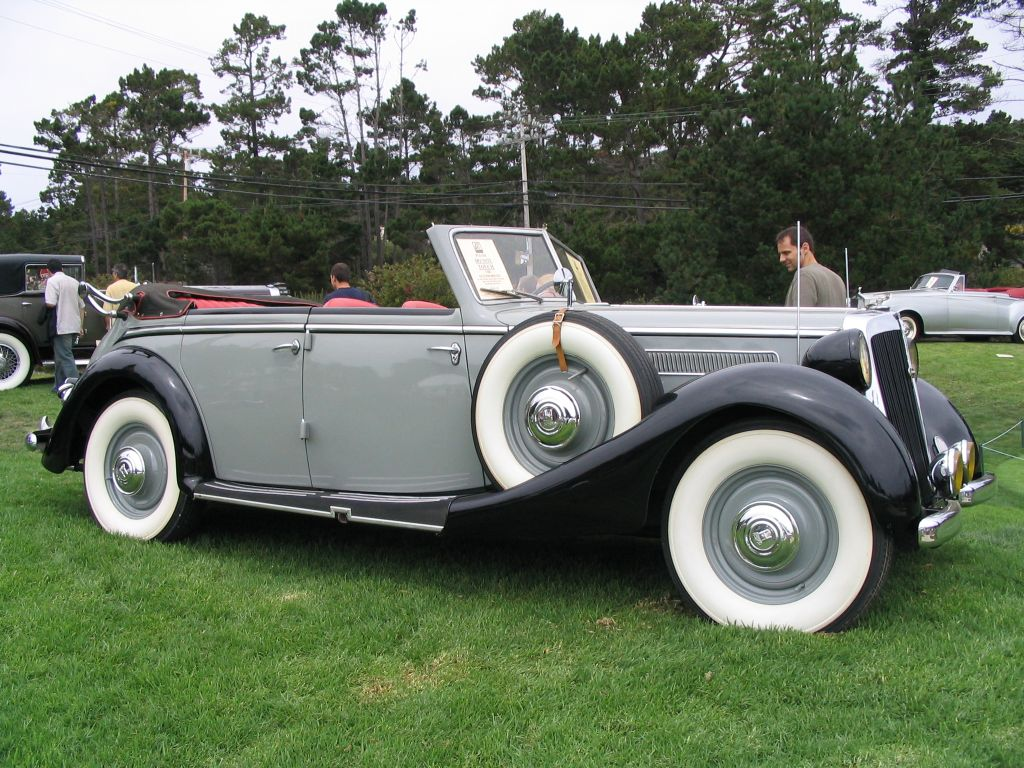
Horch 930 V
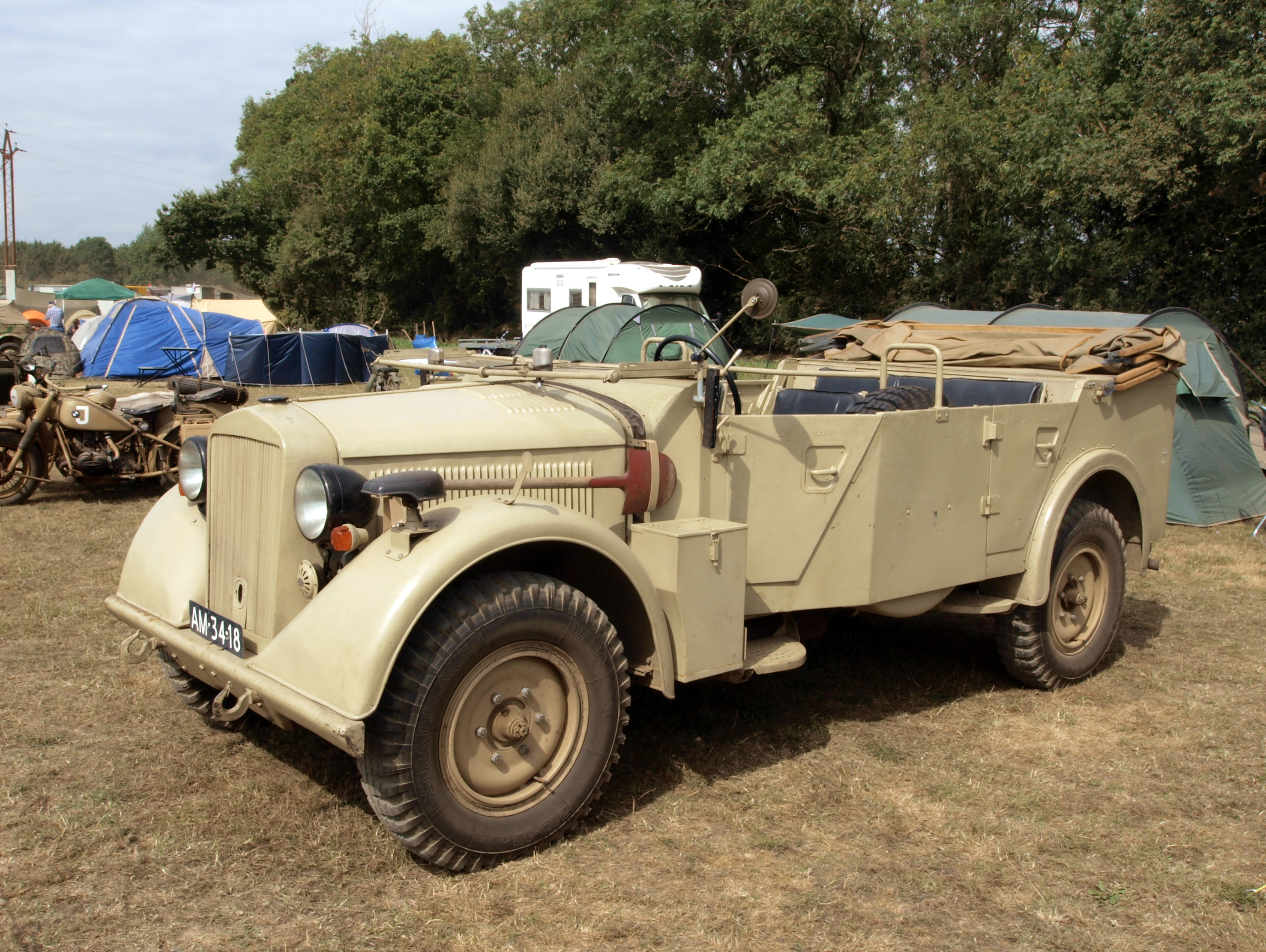
Horch 901